# Puzzle Bobble 3
Puzzle Bobble 3 é um jogo eletrônico de combinação de peças desenvolvido e publicado pela Taito, originalmente para arcade, em 1996. Nos anos seguintes, ele foi lançado para Sega Saturn, PlayStation, Game Boy, Nintendo 64 e Windows. Assim como em seus predecessores Puzzle Bobble e Puzzle Bobble 2, o jogador deve atirar bolas coloridas em grupos de outras bolas, criando grupos de três ou mais que são então removidos do jogo.
A versão do jogo para PlayStation e Nintendo 64 apresentava gráficos atualizados e novos recursos. Ele foi lançado como Bust-A-Move 3 DX na Europa e Bust-A-Move '99 nos Estados Unidos. No Japão, a versão para Nintendo 64 foi lançada como Puzzle Bobble 64, enquanto a versão para PlayStation foi lançada como Puzzle Bobble 3 DX.

## Jogabilidade
O jogo abandona completamente a ideia dos títulos anteriores de que o campo de jogo está sendo empurrado para baixo por algum tipo de dispositivo mecânico e, em vez disso, anexa grupos de bolhas a nódulos que se movem para baixo. Quando um nódulo não estiver mais conectado a nenhuma bolha, ele desaparecerá e, quando todos os nódulos em um nível tiverem desaparecido, o nível estará completo. Como resultado, atirar uma bolha no topo do campo de jogo visível sem atingir nenhuma bolha faz com que ela salte e volte para baixo.
Ele também marca a introdução das bolhas arco-íris na série - bolhas que são inicialmente transparentes e preenchidas com um arco-íris. Se uma bolha adjacente for estourada, as bolhas arco-íris mudam para a cor da bolha estourada, permitindo que o jogador crie reações em cadeia.

## Lançamento
O jogo foi apresentado no JAMMA 96 ao lado de Fighter's Impact e G-Darius, jogos também desenvolvidos e publicados pela Taito.
A Taito publicou Puzzle Bobble 3 no Japão. A divisão norte-americana da Acclaim Entertainment, que detinha os direitos de publicação dos jogos da Taito no hemisfério ocidental, havia abandonado o suporte ao Sega Saturn em meados de 1997, de modo que a versão para Saturn foi publicada na América do Norte pela Natsume Inc. No entanto, a divisão europeia da Acclaim publicou a versão para Saturn nas regiões PAL.
Em 2 de fevereiro de 2023, a City Connection publicou a coletânea Puzzle Bobble 2X/BUST-A-MOVE 2 Arcade Edition & Puzzle Bobble 3/BUST-A-MOVE 3 S-Tribute para Nintendo Switch, PlayStation 4, Xbox One e Windows, incluindo a versão americana para arcade e a versão japonesa para consoles de Puzzle Bobble 3, bem como as de Puzzle Bobble 2. Esta coleção adicionou funcionalidades como a possibilidade de voltar no tempo para desfazer um erro, ativar um modo de jogo mais lento, salvar rapidamente ou criar os próprios estágios.

## Recepção
A versão para Saturn recebeu críticas moderadamente positivas, com os críticos aprovando a introdução de vários personagens jogáveis com suas próprias habilidades individuais, o grande número de níveis incluídos no modo de coleção, e a intensidade da jogabilidade multijogador. No entanto, a maioria questionou se as melhorias do jogo na fórmula da série eram suficientes para garantir a compra para os jogadores que já possuíam Bust-a-Move 2. A GamePro considerou que a reutilização da trilha sonora do jogo anterior e as mudanças limitadas na jogabilidade, em particular, diminuíram muito a empolgação com o jogo. A Next Generation discordou, afirmando que "é possível argumentar que a fórmula que Taito e Natsume encontraram com a série Bust-A-Move não precisa de grandes melhorias e certamente agradará a qualquer fanático por quebra-cabeças. Um jogo clássico obrigatório."
A Sega Saturn Magazine concluiu que, embora os modos para um jogador não tenham longevidade suficiente, eles são muito agradáveis e o modo para dois jogadores faz de Bust-a-Move 3 uma ótima compra para os fãs de quebra-cabeças. Embora Dan Hsu, da Electronic Gaming Monthly, tenha argumentado que os jogos Bust-a-Move são insossos em comparação com outros quebra-cabeças de ação, seus três co-revisores acharam o jogo muito divertido e sentiram que os aprimoramentos foram suficientes para fazer valer a pena para os veteranos da série. Kraig Kujawa resumiu: "Esse jogo tem quase tudo o que se pode pedir de uma sequência que mantém a jogabilidade original intacta."
A Electronic Gaming Monthly nomeou Bust-a-Move 3 como "Jogo de quebra-cabeça do ano" em seu prêmio Editors' Choice Awards de 1997, citando sua acessibilidade e capacidade de viciar. Posteriormente, a GamePro nomeou a versão para PlayStation de Bust-A-Move 99 como a segunda colocada na categoria de "Melhor Jogo Cerebral" do 9th Annual GamePro Readers' Choice Awards, que foi atribuída a Mario Party.

### Vendas
No Japão, a Game Machine listou Puzzle Bobble 3 em sua edição de 1 de janeiro de 1997 como sendo o sétimo jogo de arcade de maior sucesso do mês.